# Episodi di Morgane - Detective geniale (seconda stagione)
La seconda stagione della serie televisiva franco-belga Morgane - Detective geniale è composta da 8 episodi.
In Italia è stata trasmessa in prima visione su Rai 1 ogni martedì dal 4 al 25 ottobre 2022, con due episodi alla volta per quattro prime serate.
| nº | Titolo originale  | Titolo italiano   | Prima TV Belgio | Prima TV Italia |
| -- | ----------------- | ----------------- | --------------- | --------------- |
| 1  | 2300 calories     | 2300 calorie      | 3 maggio 2022   | 4 ottobre 2022  |
| 2  | Chelou/Pas chelou | Legami di sangue  | 3 maggio 2022   | 4 ottobre 2022  |
| 3  | Made in France    | Made in France    | 10 maggio 2022  | 11 ottobre 2022 |
| 4  | Enfant de         | Doppio inganno    | 10 maggio 2022  | 11 ottobre 2022 |
| 5  | De mille feuk     | Sentenza finale   | 17 maggio 2022  | 18 ottobre 2022 |
| 6  | S comme Italie    | S come Italia     | 17 maggio 2022  | 18 ottobre 2022 |
| 7  | 55 kilos          | 55 chili          | 24 maggio 2022  | 25 ottobre 2022 |
| 8  | Serendipity       | Insperata fortuna | 24 maggio 2022  | 25 ottobre 2022 |

## 2300 calorie
- Titolo originale: 2300 calories
- Diretto da: Mona Achache
- Scritto da: Julien Anscutter e Alice Chegaray-Breugnot

### Trama
Morgane trova il corpo esanime di Séverine Moutier, commessa in un negozio di calzature, uccisa con un fendente alla gola con un taglierino. La commessa del negozio di fronte, che era anche la sua migliore amica, afferma di non aver visto niente di strano, ma ultimamente ha visto Séverine più nervosa. Dopo aver parlato col chitarrista Stan Delgado, fidanzato di Séverine col quale avrebbe dovuto sposarsi dieci giorni dopo, la squadra scopre che la mattina della sua morte la donna aveva telefonato al catering per annullare il pranzo di nozze. Iniziano così le indagini sull'omicidio condotte da Morgane e Karadec, che intanto viene indagato dagli Affari Interni per i colpi sparati a un civile durante un'indagine precedente a Malo-les-Bains, e per i quali rischia un richiamo o una sospensione; a tenerlo sott'occhio sarà l'ispettrice Roxane Ascher, vecchia conoscenza di Céline. Morgane conferma che si è trattato di legittima difesa, ma poiché nel rapporto delle indagini Céline non ha menzionato che lei e Karadec hanno iniziato un giorno prima, dato che l'indagine è stata autorizzata solo in seguito, risulta che i due hanno indagato illegalmente per 24 ore.
Giunti a Rubrouck in cerca dell'ex marito di Séverine, e mentre Karadec si ferma in un bar per ricaricare il telefonino, Morgane segue con l'automobile la sorella maggiore della donna, Magali, con la quale non era in buoni rapporti e che scopre solo in quel momento del suo decesso. Cinque anni prima Séverine e il suo ex marito avevano vinto alla lotteria ben 12 milioni di euro iniziando a darsi della arie, ma presto lei si stancò di quello stile di vita e dopo tre anni divorziano, poi Séverine si trasferì a Lilla e si fece assumere come commessa in un centro commerciale, tenendo all'oscuro gli amici e il fidanzato della somma in suo possesso. Finalmente trovano l'ex marito, Didier Moutier, il quale spiega che lui e l'ex moglie hanno divorziato perché lui aveva rifiutato di tornare a condurre una vita più semplice, spartendosi i soldi e prendendo strade diverse pur rimanendo amici. La verità però è che Didier è finito sul lastrico e ultimamente aveva preso a telefonarle continuamente per farsi dare dei soldi, visto che Séverine aveva conservato i suoi 5 milioni per un'assicurazione sulla vita, e fintanto che non si fosse risposata, l'ex marito sarebbe rimasto l'erede di quella somma. L'uomo è innocente perché parecchi vicini lo hanno visto a casa all'ora dell'omicidio.
Morgane deduce che in realtà la sorella e il cognato di Séverine erano ancora in contatto con la donna, perché ricorda che nella loro automobile c'erano delle scatole di canelé, acquistate nel negozio dove lavora la commessa interrogata all'inizio delle indagini, e il centro commerciale è a solo un'ora da casa loro. Maxence Dupres, figlio della sorella di Séverine, è morto in un incidente con una moto di grossa cilindrata tre anni prima, uscendo di strada a 200 km/h sulla A26; quella moto costava 80 000 euro, e tre giorni prima della sua morte era stata comprata proprio dalla zia per festeggiare l'ottenimento della patente. Magali aveva pranzato con la sorella due giorni prima dell'omicidio, perché nonostante tutto Séverine le voleva ancora bene e ci teneva che partecipasse al suo matrimonio. Dalla registrazione di una telecamera però si vedono le due litigare a causa dei soldi, che secondo Magali sono stati il motivo per cui la sorella l'avrebbe insultata, ritenendo che avesse accettato l'invito solo per averne una parte; la situazione è degenerata dopo che Magali è tornata dal bagno. Pur sostenendo che è a causa dei soldi della sorella se suo figlio è morto, Magali si dichiara innocente, ma viene tenuta in custodia.
Morgane e Karadec ripercorrono la strada fatta da Magali prima che l'incontro con la sorella degenerasse, e arrivano alla conclusione che, mentre stava tornando dalla sorella, è rimasta per quindici secondi di fronte alla lavanderia. La donna spiega loro che aveva incontrato un vecchio maestro di chitarra di sua figlia e lo ha salutato perché non lo vedeva da tanto: l'uomo in questione è Stan. Morgane e Karadec ipotizzano quindi che Stan, avendo saputo che Séverine era ricca grazie a un articolo di giornale, abbia cominciato una relazione con lei solo per diventare anch'egli ricco, che Séverine abbia visto lui e Magali salutarsi comprendendo così le reali intenzioni del fidanzato, credendo però che la sorella fosse d'accordo con lui; tra l'altro, Stan aveva insistito per avere a comunione dei beni, il che lo avrebbe reso automaticamente proprietario del 50% della sua fortuna, ed è stato l'unico a non a non aver chiesto a quanto ammontasse la vincita alla lotteria quando ne era stato informato, perché appunto già lo sapeva. Comunque Stan risulta estraneo al delitto, e parlando con Karadec menziona il fatto di aver cantato gratuitamente al funerale di un amico di Séverine che si era suicidato, cioè colui che gestiva la lavanderia.
Morgane ripensa al video della proposta di matrimonio di Stan a Séverine, e deduce che l'assassino è Mai Pannoy, la commessa del negozio di canelé. Tempo prima era stata organizzata una colletta per salvare la lavanderia, ma fu tutto inutile. L'ex proprietario della lavanderia era il marito di Mai la quale, essendo rimasta vedova, seguendo la tradizione del proprio paese, la Thailandia, in segno di lutto si è vestita di viola. La donna quindi avrebbe ucciso Séverine perché aveva scoperto che la sua migliore amica aveva vinto tanti milioni ma non ci faceva niente, e che con una parte avrebbe potuto evitare che il marito, il quale doveva dei soldi alla banca, si suicidasse. La scena del crimine è senza impronte, l'omicidio non era premeditato e l'assassino portava già i guanti, cioè quelli indossati da Mai sul posto di lavoro. Interrogata, Mai racconta che mentre suo marito Cedrick affondava sempre di più, lei cercava di mostrarsi serena per il bene dei loro figli, confidandosi su tutto solo con Séverine; quando aprì una colletta ricevette dall'amica 30 euro, sentendosi dire che non aveva niente da parte e che poteva contare sulla sua amicizia. Mai seppe che Séverine era ricca dall'amica stessa, che glielo confessò piangendo a causa delle bugie di Stan, della lotteria e dei soldi, che secondo lei le avevano rovinato la vita. Mai però pensava solo a suo marito, che si era impiccato, e in preda alla rabbia uccise Séverine.
Ascher analizza la carriera di Karadec negli ultimi mesi e nota diverse "irregolarità" coincidenti con l'arrivo in squadra di un nuovo elemento: Morgane Alvaro. Karadec però difende Morgane dicendo all'ispettrice che si comporta in maniera disciplinata, rispettosa e sa stare al suo posto. Alla fine, Ascher decide per la legittima difesa e Karadec può continuare a lavorare tranquillamente; questo però fa sì che ora a essere indagata è Morgane, con l'obiettivo di valutare il suo apporto reale con i rischi che fa loro correre, e vuole che sia sospesa dalle sue funzioni fino alla fine dell'indagine.
- Altri interpreti: Marie Guillard (Magali Dupres), Jade Phan-Gia (Mai Pannoy), Elise Berthelier (Séverine Moutier), Tom Dingler (Stan Delgado), Jean-Philippe Lejeune (tabaccaio), Philipe Vauchel (Didier Moutier), Serge Flamenbaum (cliente anziano).
- Ascolti Belgio: telespettatori 533 342 – share 33,7%[4].
- Ascolti Italia: telespettatori 3 369 000 – share 16,1%[5].

## Legami di sangue
- Titolo originale: Chelou/Pas chelou
- Diretto da: Mona Achache
- Scritto da: Winnie Vatimbella, Stéphane Carrié, Julien Anscutter, Alice Chegaray-Breugnot, Djibril Glissant e Franck Martins

### Trama
Sfrattata di casa dopo il crollo del tetto (a causa di acqua nel muro e travi marce) e sospesa dal lavoro, Morgane viene ospitata con la sua famiglia a casa di Gilles. Intanto sulla D48 viene trovato il corpo di una giovane ragazza, prima colpita alla schiena e poi uccisa con uno sparo al cuore: si tratta di una poliziotta, Laëtitia Keller. Il capitano Rausart spiega a Karadec e Gilles che la donna è cresciuta in un istituto perché senza famiglia, e che tutti i colleghi le volevano bene, sia come persona che come lavoratrice. L'ultima volta che l'ha vista viva è stata la sera prima al dipartimento per festeggiare un collega, poi l'ha riaccompagnata a casa. Nel frattempo Morgane, nonostante la temporanea sospensione, capisce che la donna uccisa non è realmente Laëtitia ma sua sorella gemella, con la quale condivideva lo stesso DNA perché sono monozigote. Intanto Karadec e Gilles informano la vera Laëtitia di una recente scoperta, ossia che la loro madre biologica aveva dato alla luce due gemelle appunto, lei e Yaëlle; quest'ultima fu adottata poco dopo la nascita da una coppia di Arras.
Ascher comincia a interrogare i poliziotti in merito a Morgane, e chiede che si astengano dall'avere contatti con lei per poterne parlare in maniera più imparziale possibile, e per evitare sanzioni. Gilles è quindi obbligato a nascondere il fatto di star ospitando Morgane, la quale trova comunque modo di "partecipare" all'indagine tramite la fotocamera del telefonino, capendo che Yaëlle si truccava non per farsi bella ma perché il marito Yannick la picchiava, cosa poi confermata da un'associazione di assistenza alle vittime. Yannick si trova in custodia a Waregem, arrestato dalla polizia belga per traffico di stupefacenti; è stata sua moglie a denunciarlo. Pur ammettendo di aver picchiato la moglie, Yannick dichiara di non averla uccisa e nega che la droga trovata nella sua auto fosse sua, ma viene comunque messo in stato di fermo.
Morgane vuole indagare lo stesso, così propone a Gilles di far passare i propri ragionamenti per suoi; in seguito analizza il fascicolo di Yannick deducendo che è innocente, che è stato incastrato e che la droga trovata nella sua auto è passata prima per la polizia. Dunque Karadec – il solo a sapere che Morgane è ospite di Gilles – controlla tutti i sequestri effettuati nella zona. La squadra scopre così che Laëtitia ha mentito e in realtà conosceva la sorella, perché fu lei a incastrare Yannick. Laëtitia allora ammette di aver conosciuto Yaëlle tre mesi prima, e di aver rubato delle prove per incastrare il cognato con l'intenzione di proteggere la sorella; questo significa però che deve lasciare la polizia. Karadec ipotizza che l'assassino abbia scambiato Yaëlle per Laëtitia. Rausart menziona Cristoff "Charpak" Meyer, un boss della droga che la polizia è certa sia il mandate dell'omicidio di un agente della narcotici che indagava su di lui, parte della squadra di Laëtitia. Da un giorno Charpak è introvabile.
Morgane viene scoperta a indagare da Karadec, al quale spiega che il sospettato ricicla il suo denaro in un autolavaggio, grazie a un doppio sensore; inoltre lì intorno l'erba è tre volte più alta che altrove perché il tubo innaffia di continuo, perché il negozio ha bisogno di bollette dell'acqua elevate per giustificare la sua attività fittizia, e i barili di materiale infiammabile sono una messinscena perché vuoti. In un barile, però, immerso nell'acqua, trovano il cadavere di Charpak, che dalle analisi risulta essere morto ancora prima di Yaëlle, ucciso con la stessa arma dalla stessa persona. Morgane ce l'ha ancora con Karadec perché pensa che abbia fatto la spia e che sia colpa sua se è stata momentaneamente estromessa dalle indagini, ma lui le dice che è lei stessa a danneggiarsi col suo modo di fare, chiedendole a cosa le servirà la sua grande intelligenza se si farà licenziare.
L'autolavaggio riceveva il denaro riciclato due volte a settimana. La costa strana è che Charpak non è mai stato colto sul fatto, ciò si spiegherebbe con l'ipotesi di una talpa che lo avvisava prima di ogni arresto, qualcuno che veniva pagato: grazie alle telecamere, scoprono che si tratta di Rausart. L'uomo prendeva i soldi da Charpak per coprire i suoi affari, e lo avrebbe ucciso se fosse stato preso; Laëtitia voleva arrestare Charpak, Rausart si sentì messo alle strette e decise di eliminare entrambi, ma per sbaglio invece di Laëtitia uccise Yaëlle. Rausart sostiene di essere sì corrotto, ma non un assassino, e che la sera prima lui e Laëtitia, dopo che parteciparono alla festa al dipartimento e la riaccompagnò a casa, sono stati insieme; il loro rapporto era ambiguo già da un po', e l'alcol ha permesso che succedesse.
Intanto Ascher scopre che Gilles è in contatto con Morgane e discute animatamente con Céline, ma interviene Karadec il quale, pur ammettendo quanto sia incredibilmente difficile starle accanto dato il suo carattere impossibile, definisce Morgane l'investigatrice più brillante che abbia mai conosciuto e che, nonostante rappresenti un rischio per la polizia giudiziaria, ne vale la pena perché è la migliore, e che se la licenzierà allora lui darà le dimissioni. Gilles confessa che il merito delle sue intuizioni è tutto di Morgane, che ha lavorato da casa, indagando illegalmente per due giorni. Ascher rimane sinceramente colpita da tutto ciò.
Riguardando le foto e i filmini della festa di pensionamento, Morgane ha un'intuizione e si reca a casa di Laëtitia. Le spiega che geneticamente i gemelli monozigoti hanno lo stesso DNA, ma possono comparire alcune differenze fisiche; nel 25% dei casi la divisione avviene un po' più tardi nella gravidanza, tra il settimo e il dodicesimo giorno, facendo nascere due gemelli speculari, cioè con qualità fisiche invertite. Nel caso di Laëtitia e Yaëlle la differenza sta nei denti, cioè in un difetto al piccolo canino superiore (in Laëtitia a destra e in Yaëlle sinistra). Laëtitia aveva aiutato la sorella a liberarsi di suo marito, e in cambio Yaëlle andò alla festa e finse di essere la sorella di fronte ai suoi colleghi fornendole un alibi di ferro per l'omicidio di Charpak: questo perché Charpak minacciava il suo partner, Rausart, che lei amava da anni. Yaëlle però finì a letto con Rausart: Laëtitia ha quindi ucciso la sorella perché si è presa l'uomo che amava, mentre lei erano sei anni che aspettava un'occasione. Laëtitia afferra un coltello e cerca di colpire Morgane, che nel mentre si è rinchiusa in un armadio, ma viene fermata dall'intervento della polizia, che ha avvisato in tempo. Sinceramente preoccupato per lei, Karadec abbraccia Morgane.
Céline comunica a Morgane che Ascher ha acconsentito che rimanga in polizia, ma a una condizione: dal momento che ha delle lacune, vuole che segua una formazione per metterla in pari col lavoro, in pratica diventando una poliziotta.
- Altri interpreti: Pauline Parigot (Laëtitia Keller/Yaëlle Garambois), Marcel Gonzalez (capitano Rausart), Mikaël Chirinian (Yannick Garambois).
- Ascolti Belgio: telespettatori 533 342 – share 33,7%[4].
- Ascolti Italia: telespettatori 2 701 000 – share 16,5%[5].

## Made in France
- Titolo originale: Made in France
- Diretto da: Vincent Jamain
- Scritto da: Julien Anscutter, Marion Carnel e Alice Chegaray-Breugnot

### Trama
Per poter essere reintegrata in polizia, Morgane è costretta a frequentare il corso del Maggiore Lenormand. Durante l'addestramento riceve una misteriosa telefonata da un telefono intestato all'anziana Nicole Guerroni. Morgane e Lenormand giungono a casa della donna, ma lei sembra tranquilla e nega di averli chiamati. Lenormand pensa che qualcuno abbia rubato il cellulare di Guerroni per fare uno scherzo telefonico, ma Morgane è convinta che la donna abbia mentito perché la voce al telefono era la sua, che l'assassino sia ancora in casa e che debbano perlustrarla. Mentre stanno testando un autovelox, Morgane ha un'intuizione e si dirige immediatamente a casa di Guerroni, dove viene raggiunta da Karadec. Nella camera da letto i due scoprono il cadavere dell'anziana, soffocata con un cuscino appena un'ora prima del loro arrivo: forse aveva assistito a un omicidio e l'assassino ha voluto metterla a tacere. Morgane trova nella pattumiera il cellulare della vittima, da cui scoprono che aveva ricevuto diverse chiamate da Lucie Morvan, che lavora con lei a una scuola di danza.
Nel frattempo, dopo tre settimane Gilles è ormai stanco di ospitare Morgane e tutta la sua famiglia, così inizia per loro la ricerca di una nuova casa.
Morvan dichiara di aver chiamato Guerroni perché non era venuta a lezione, e che quando è passata a casa sua non ha ricevuto risposta e se n'è andata. Morgane capisce che qualcuno faceva la spesa per la vittima: si tratta del vicino Marc Maurin, che vive con sua madre. Karadec e Gilles trovano nella casa di quest'ultimo dei sacchi della spazzatura con all'interno un abito macchiato di sangue: Maurin spiega che Guerroni le ha dato il sacco per metterci le sue vecchie cose e poi gettarle. Morgane intuisce che l'anziana soffriva della malattia di Alzheimer, a causa del quale i ricordi svaniscono a partire da quelli più recenti, perciò chi ne soffre confonde il passato con il presente. L'autopsia sul corpo della donna conferma che soffriva di questa patologia. La chiamata fatta da Guerroni era quindi riferita a un cold case, ossia a un delitto irrisolto di molti anni prima. La banca del DNA stabilisce che il sangue sull'abito non è di Guerroni, ma è vecchio di oltre 20 anni.
L'abito era quasi nuovo quando è stato macchiato col sangue, e tramite alcuni ragionamenti, Morgane, Karadec e Daphné risalgono alla data collegata all'omicidio: il 15 giugno 1972, quando ci fu una sparatoria e una giovane donna venne trovata in un campo vicino a Roubaix con indosso l'abito macchiato di sangue; ci fu solo un testimone che vide una Citroën allontanarsi dalla scena del crimine. Karadec ipotizza che si tratti di un vestito di scena, e poco dopo viene informato da Ascher che i suoi superiori lo hanno ufficialmente assolto riguardo all'incidente di Malo-les-Bains; siccome non indaga più su di lui, Ascher gli chiede di andare a cena insieme «con l'obiettivo di esplorare la possibilità di un'amicizia».
Guerroni ha aperto la scuola di danza nel '72, poco dopo l'omicidio a cui avrebbe assistito, ma Morvan dice di non sapere osa facesse prima perché è arrivata a Lilla nell'87; forse era parte di una compagnia, ma non le piaceva parlarne. Gilles trova l'atto di vendita dell'edificio della scuola di danza, avvenuto due settimane dopo l'omicidio e acquistato da Guerroni da una società chiamata SVB, che esiste ancora e ha un bar con cubiste a Saint-André, il Black Pearl. Morgane e Karadec interrogano la direttrice del locale, Madame Sarah, che identifica la giovane vittima in una sue ex dipendente che si faceva chiamare Toulip, ma non sa quale sia il suo vero nome perché a quei tempi le ragazze che ballavano lì erano molto discrete sulla loro identità. Anche Guerroni aveva lavorato lì facendosi chiamare Cocò, e lei e Toulip erano le star del locale, che negli anni settanta era ben diverso da adesso. Erano venute a Lilla per ballare, ma poi formarono un duo di grande successo e vollero aprire una scuola di danza insieme. Un giorno Toulip sparì nel nulla, e Cocò le disse che era tornata ad Amiens dalla sua famiglia; pochi giorni dopo anche Cocò si dimise e al Pearl si chiuse un'epoca.
La Citroën che era stata vista sul luogo dell'omicidio apparteneva a Madame Sarah, il cui vero nome è Sara Van Brooke, cioè SVB, le iniziali sull'atto di vendita della scuola di danza. Sara racconta che all'epoca sia il suo successo che quello del locale suscitava molta invidia, soprattutto in Jean, padrone del Charleston, infuriato perché gli aveva rubato le ballerine migliori. Una sera Jean le sparò sfiorandola in viso, così Sara gli sparò a sua volta ma per errore colpì Toulip, che stava dietro di lui e che Sara non aveva visto. Allora Sara comprò il silenzio di Guerroni, con la quale non ebbe più alcun contatto, e che nega di aver ucciso.
Morvan identifica Sara come possibile omicida, ma Morgane dichiara che invece l'assassino è proprio lei: Morvan è la figlia di Toulip, il cui vero nome era Sabine. Quando era piccola, sua madre andò a Lilla perché voleva danzare, così lei andò a vivere coi nonni. Un giorno sua madre sparì, e lei temette che l'avesse abbandonata, anche se non voleva realmente crederci, e iniziò a danzare per lei. Quando compì 18 anni iniziò a cercarla e fu così che conobbe Guerroni, che era grande amica di Sabine, ma che le aveva detto di essersi persa di vista con lei. Guerroni offrì a Morvan un posto di lavoro nella sua scuola di danza, e capì cos'era successo a sua madre per via dei discorsi che faceva a causa della malattia di Alzheimer, dicendosi pentita. Morvan, cresciuta senza madre, capì quindi che Guerroni ne aveva protetto l'assassina, e dopo che l'anziana si addormentò la soffocò con il cuscino.
Karadec e Ascher cenano insieme e poi si baciano appassionatamente. Morgane riesce ad alzare la valutazione che Lenormand le aveva dato mostrandogli una foto di lui mentre è sbronzo e si diverte con le cubiste del Black Pearl. Morgane e la sua famiglia finalmente trovano una casa che potrebbe fare al caso loro, anche se Morgane non sembra del tutto contenta della situazione.
- Altri interpreti: Jean-Michel Lahmi (Maggiore Lenormand), Lara Guirao (Lucie Morvan), David Ayala (Marc Maurin), Nicolette Picheral (Nicole Guerroni), Sylvie Granotier (Madame Sarah/Sara Van Brooke), Anne Lepla (agente immobiliare), Clara Poulet (Nicole Guerroni da giovane), Charlotte Agres (Jane Doe), Gilbert Bouchard (professor Labiale).
- Ascolti Belgio: telespettatori 529 098 – share 35,8%[4].
- Ascolti Italia: telespettatori 3 144 000 – share 15,2%[6].

## Doppio inganno
- Titolo originale: Enfant de
- Diretto da: Vincent Jamain
- Scritto da: Eloïse Tibet-Zanini e Alice Chegaray-Breugnot

### Trama
All'interno di una fattoria viene rinvenuto il cadavere dell'adolescente Valentin Beliard. morto a causa dell'intossicazione da monossido di carbonio provocata dallo scoppio di un incendio. Karadec fotografa uno strano tatuaggio tribale su una caviglia del ragazzo. Morgane scopre che sulle travi è stato spruzzato un disinfettante altamente infiammabile, quindi l'incendio potrebbe essere di natura dolosa. I genitori di Valentin, Karine e Laurent, spiegano a Morgane e Karadec che il figlio è stato in ospedale qualche mese prima perché era caduto nel silo del grano. Alla fattoria è stata rubata la mucca Ninon, che ha vinto numerosi premi a concorsi, e Morgane crede che il fatto sia collegato alla morte di Valentin. Laurent le dice che un certo Arlaud gli aveva offerto ben 14mila euro, ma lui ha rifiutato quei soldi perché lo disprezza. Valentin e il padre non volevano vendere Ninon, così Arlaud sparse la voce che i Beliard erano al verde e non potevano prendersi cura dei loro animali, e quando lo rivide al mercato il ragazzo lo prese a pugni. Tre giorni dopo Ninon sparì.
Arlaud rivela che Valentin gli ha venduto Ninon sottobanco perché era al verde, e lo dimostra con un video in cui il ragazzo gli vende la mucca per 14mila euro e se ne va. Nel video Morgane vede che il ragazzo viene seguito da un'auto che riconosce essere quella di suo fratello maggiore Théo. Quest'ultimo ammette a Karadec che era arrabbiato perché questo aveva compromesso il futuro della fattoria, che sarebbe spettata a lui; a Valentin non piaceva la fattoria, e disse al fratello di aver venduto la mucca perché aveva dei problemi e gli servivano soldi, e che glieli avrebbe ridati presto, ma non ha idea in quale guaio si fosse cacciato. Valentin faceva il pieno del suo motorino ben tre volte a settimana, quindi non andava all'istituto agrario ma da qualche altra parte nel raggio di 40km intorno alla fattoria. Valentin fumava delle sigarette riconducibili allo stato della Georgia, dove molte persone hanno il cognome che finisce con "chvili". Caso vuole che a Lilla ci sia un bar gestito da tale Otar Batarachvili, il quale conferma di conoscere Valentin perché abitava nel monolocale di fronte e di tanto in tanto lo aiutava.
Valentin abitava insieme a una ragazza di nome Lana. Quest'ultima era stata vista l'ultima volta da un'anziana vicina con un borsone che Morgane ricorda essere quello dove Valentin aveva i soldi, che sono serviti a Lana per partire. La squadra ritiene che Lana sia uno pseudonimo usato da una ragazza che ha sedotto Valentin e che lo ha convinto a vendere la mucca per un proprio tornaconto. Karadec e Morgane scoprono che Lana fa parte di un club di teatro, e lei capisce, ricordando le parole dell'anziana vicina, che la ragazza e Valentin non sono mai stati visti insieme, e che sebbene nell'appartamento del ragazzo ci fossero vestiti di entrambi sia da uomo che da donna, c'era un solo spazzolino: Lana è un alter ego di Valentin, che essendo transessuale stava assumendo degli ormoni femminili. Una compagna di teatro spiega di aver conosciuto Lana in ospedale sei mesi prima, quando ancora si faceva chiamare Valentin, perché era la sua infermiera: si trovava in ospedale non perché era caduto accidentalmente nel silo, ma perché aveva provato a suicidarsi. Aveva confessato ai suoi genitori chi voleva essere, ma il padre reagì molto male, ed essendo minorenne doveva obbligatoriamente avere l'aiuto dei genitori per le spese mediche. Per questo ha venduto Ninon, per avere i soldi necessari per l'intervento. Aveva espresso il desiderio di parlare un'ultima volta col padre per vedere se potevano sistemare le cose. Laurent viene tratto in arresto perché sospettato di essere l'assassino.
A causa del suo carattere estremamente irascibile, mentre guida per strada Morgane finisce per litigare con un ciclista al quale da perfino una testata e viene fermata dalla polizia. Ludo, stanco dell'ennesimo capriccio di Morgane, se ne va. Arriva Karadec e Morgane, notando un uomo fumare, ha un'intuizione: Lana li ha presi in giro e ha orchestrato la propria finta morte. Raggiunto il club di teatro, ora pieno di clientela, Morgane sale sul palco e, nel suo modo giocoso, dice ai compagni di teatro di Lana che ha capito che loro l'hanno aiutata a organizzare la finta morte: Gabriel, studente di medicina, ha rubato un corpo che nessuno avrebbe reclamato, Pablo ha tatuato sulla caviglia il tatuaggio tribale, mentre Doriane ha rubato dall'ospedale prodotti infiammabili. Morgane raggiunge la stazione degli autobus e trova Théo che sta salutando Lana, intenzionata ad andare nei Paesi Bassi per ricominciare una nuova vita. Morgane la lascia andare.
Gabriel finirà davanti al giudice per aver sottratto un corpo, ma sugli altri due non hanno molto. Lana resta perseguibile per simulazione di reato, ma non è un reato tale da ottenere un mandato d'arresto internazionale. Daphné e Gilles, che stavano cercando di capire chi Karadec stesse frequentando, scoprono con grande stupore che l'ispettore intrattiene una relazione con Ascher. Mentre sono ancora ospiti a casa di Gilles, Ludovic, dopo averci pensato a lungo, chiede con estrema serietà a Morgane se vuole veramente vivere con lui, ma capisce che ha dei dubbi a differenza sua che non ne ha mai avuti; le dice che domani passerà a prendere le sue cose e le chiede di non farsi trovare.
- Altri interpreti: Antoine Gourlier (Théo Beliard), Elsa Bouchain (Karine Beliard), Éric Bougnon (Laurent Beliard), Gwenaëlle Orfila (Valentin Beliard), Louis Berthélémy (Gabriel), Delphine Antenor (Doriane), Antoine Domingos (Pablo), François Neycken (Jean-Luc Arlaud), Anouchka Csernakova (vicina anziana di Valentin), Rémy Roubakha (Otar Baratachvili), Renaud Hezeques (banchiere), Samir Arab (arbitro), David-Alexandre Berthier (ciclista), Camille Dupond (automobilista).
- Ascolti Belgio: telespettatori 529 098 – share 35,8%[4].
- Ascolti Italia: telespettatori 2 542 000 – share 16%[6].

## Sentenza finale
- Titolo originale: De mille feuk
- Diretto da: Jean-Christophe Delpias
- Scritto da: Julien Anscutter, Marion Carnel e Alice Chegaray-Breugnot

### Trama
Dopo che Ludovic l'ha lasciata, nel cuore della notte Morgane va da Céline e le chiede di poter dormire da lei per una notte o due, per riprendersi. Si fermerà per due mesi.
Morgane aiuta la polizia ad indagare sull'omicidio di Carole Massard, giudice impegnata sul caso di Adrien Modier, un ragazzo morto per coma etilico durante il week-end di inserimento al liceo: secondo le indagini, come rito di iniziazione due membri del centro studentesco avevano costretto alcuni studenti del primo anno a bere, e sono stati accusati di omicidio colposo. Come spiega Erwin Le Goff, impiegato di Massard per 15 anni e che con i tagli al budget si divide fra vari dipartimenti, la sentenza di questo processo era attesa proprio questa mattina, ma non sa chi l'avrebbe potuta ostacolare perché solo i giurati conoscono il verdetto.
Morgane, chiacchierando con alcuni giurati, scopre che all'inizio per gli imputati le cose stavano andando bene e alcuni testimoni avevano visto il ragazzo ubriacarsi di sua spontanea volontà, ma poi Massard ha chiamato a testimoniare la madre della vittima, la quale spiegò che il ragazzo non aveva mai bevuto alcol perché il padre era morto alcolizzato, così l'opinione dell'aula si ribaltò e tutto andò a rotoli perché alcuni membri del centro studentesco venuti a sostenere i compagni hanno iniziato a fare casino, ma Massard fece sgomberare l'aula. Da quel giorno la giudice cambiò atteggiamento, divenne distratta e stava spesso al telefono, qualcuno la sentì anche piangere in bagno.
Fuori dal Palazzo di Giustizia, Morgane incontra la giornalista Sandra Weber, della sezione cronaca e casi giudiziari del Courrier Lillois la quale lascia a Morgane un biglietto da visita. Poco dopo escono i due imputati e improvvisamente Erica, la madre di Adrien, li minaccia e punta contro di loro una pistola, ma viene fermata da Karadec. La donna pensa che Massard possa essere stata uccisa da alcuni sostenitori dei due imputati, e afferma di ricevere costanti minacce e mostra un video che prova una minaccia contro lei e la giudice.
Nella casa della giudice, Morgane e Gilles trovano un trita-carte e il cestino ancora pieno, e dato che sui pantaloni di Massard c'era un pezzettino di carta rimasto attaccato a causa dell'elettricità statica, portano via la carta tritata. Daphné scopre che il video di minaccia mostrato da Erica è stato inviato da uno studente del campus di Lilla. Morgane e Karadec interrogano lo studente, il quale non si è limitato solo a registrare il video ma il suo cellulare ha squillato più volte a casa di Massard, per spaventarla filmando le sue finestre; dopo un po' però ha smesso di seguirla perché gli faceva paura, cioè da quando la filmò mentre con una mazza da baseball vandalizzava l'auto di Charlotte Leroy.
Intanto Morgane è preoccupata perché Eliott ha detto che preferisce stare col papà. Céline la rassicura dicendole che quando lasciò il suo ex discuteva con il figlio, che ora vive col padre a Nizza, perché lui gli faceva regali e lei passava per la cattiva, e non deve fare il suo stesso errore, perciò le consiglia di farlo divertire di più.
Morgane passa tutta la notte a ricomporre il documento tritato: si trattar del selfie di un uomo completamente nudo. Poco dopo aver mostrato il documento alla squadra, in centrale giunge Charlotte con suo marito Christian, l'uomo del selfie. Entrambi riportano che Massard aveva aggredito Christian mentre stavano facendo una passeggiata, dandogli del bugiardo e insultandolo. La giudice era iscritta a un'app di incontri e chattava continuamente con un certo CookieChris, un insegnante di francese che diceva di vivere a New York che le mandava numerose foto intime. Charlotte dice che siccome il marito è attraente le donne si fissano con lui, e che ha un alibi perché all'ora dell'omicidio erano insieme.
Morgane, non avendo trovato ancora un appartamento, dice ai figli di averne trovato uno per una settimana: in realtà si tratta della casa di Massard. Théa lo capisce e ne discute con la madre, ma sentono un rumore da un'altra stanza e scoprono la Weber si è introdotta per parlare coi vicini e scrivere un articolo sulla morte della giudice. Morgane e Sandra si mettono a bere, e la seconda rivela che Christian è un traditore seriale, che Charlotte lo sapeva e che due anni prima aveva avviato le pratiche per il divorzio nel Palazzo di Giustizia dove lavorava Massard, ma lui è riuscito a riconquistarla in extremis. Nell'archivio delle cause famigliari Morgane e Karadec e trovano il fascicolo su Leroy, dove trovano le stesse foto ricevute dalla giudice: qualcuno che lavora al tribunale ha rubato le foto e si è spacciato per lui. Ricontrollando i messaggi ricevuti dalla vittima e grazie ad alcuni errori dovuti al correttore automatico Morgane capisce che l'autore è Le Goff, abituato a scrivere in bretone.
Le Goff ammette di aver sempre avuto problemi con le donne, ma che l'anno scorso la sorella lo ha iscritto a un'app di incontri e si è imbattuto nel profilo della giudice Massard: non poteva credere che una donna così sveglia e bella come lei potesse sentirsi come lui, così, quando lei gli chiese di inviarle una foto, per paura di essere rifiutato, dato che nella vita reale neanche lo guardava, le inviò invece quelle di Christian. Massard non aveva mai scoperto che dietro il profilo c'era Le Goff, anzi, era convinta che il profilo falso fosse stato creato da un giornalista o un avvocato che cercava di ottenere da lei informazioni sul processo.
Karadec rimprovera duramente Morgane per aver dormito con i figli nella casa della vittima, temendo che Céline o gli Affari Interni possano scoprirlo. Morgane però gli dice che Sandra lo sa e che era venuta a curiosare per il suo articolo, ma poi capisce che il vero motivo per cui era lì era per recuperare il suo cellulare che la giudice stessa le aveva rubato, dato che riteneva che dietro il profilo ci fosse Sandra per avere informazioni sul processo. Se Sandra è passata dalla finestra pur di recuperarlo vuol dire che il cellulare contiene informazioni interessanti: in effetti lì è contenuto il suo nuovo articolo, con delle foto che dimostrano che Adrien aveva bevuto volontariamente. Karadec la redarguisce per aver tenuto per sé le prove dell'innocenza degli imputati per fare uno scoop commettendo ostruzione alla giustizia, un reato punibile con tre anni di carcere. Data l'integrità di Massard, non avrebbe aspettato un secondo a perseguirla.
Morgane ha un'intuizione e fa chiamare Erica. Sulla scrivania di Massard c'era un sottile strato di polvere ad eccezione di una piccola area davanti alla scatola di fazzoletti, come se l'avesse consegnata a qualcuno a cui aveva appena dato una brutta notizia. Dato che il giorno prima del verdetto aveva saputo che Adrien aveva effettivamente bevuto la notte in cui è morto, con quest'informazione non poteva condannare gli imputati, così Massard voleva avvisare Erica della sua decisione prima dell'udienza. Massard offrì a Erica i fazzoletti, ma lei prese il fermacarte e la colpì in testa, provocandole un'emorragia cerebrale. Morgane le mostra le foto di Adrien, e poco dopo Erica confessa venendo arrestata. 
Karadec dice a Morgane di chiamare la scientifica per lasciar perdere le analisi del DNA nell'appartamento della giudice. Céline, Gilles e Daphne si arrabbiano con Morgane perché Sandra ha pubblicato un articolo in cui esalta Morgane e svaluta i colleghi della centrale, ma Morgane si difende dicendo che ha distorto le sue parole. Col morale a terra, Morgane va alla tomba amatoriale per Romain che aveva realizzato con Théa nel giardino della vecchia casa (che ora ha dei nuovi proprietari), si mette a bere e dopo aver parlato un po', si addormenta per la sbornia. La mattina seguente, dopo aver sognato di essere ancora con Romain, Morgane si sveglia in una casa che non conosce; dopo aver aperto la porta del bagno, si trova di fronte a Karadec nudo mentre esce dalla doccia.
- Altri interpreti: Xavier Hosten (Romain), Karin Swenson (giudice Carole Massard), Christelle Reboul (Sandra Weber), Flor Lurienne (Erica Modier), Stéphane Pezerat (Erwin Le Goff), Elodie Rouprêt (Charlotte Leroy), Raphaël Hidrot (Christian Leroy), Xavier Arnaud (Léo Garcia), Isabelle Cote Willems (receptionist del campus).
- Ascolti Belgio: telespettatori 511 175 – share 37,2%[4].
- Ascolti Italia: telespettatori 3 083 000 – share 15,5%[7].

## S come Italia
- Titolo originale: S comme Italie
- Diretto da: Jean-Christophe Delpias
- Scritto da: Eloïse Tibet-Zanini, David Robert, Julien Anscutter e Alice Chegaray-Breugnot

### Trama
Morgane deve anche affrontare l'astio dei colleghi, che non la vogliono ospitare in casa, dovuto a un articolo pubblicato giorni prima dall'impertinente giornalista Sandra Weber, incontrata durante l'indagine precedente.
Morgane e Karadec devono indagare sulla morte di un giovane uomo causata da un trauma cranico alla nuca la notte precedente, e il cui cadavere è stato ritrovato in un quartiere residenziale, nel giardino della lussuosa villa di Ophélie Bellia. Il ragazzo è elegantemente vestito e ha un tatuaggio invisibile che si vede alla luce blu, come accade per accedere ai posti di classe: il tatuaggio reca Art 59, che è una galleria d'arte a Lilla. La direttrice della galleria lo riconosce come il fidanzato di Vera Borgman, un influencer che viene spesso lì e se ne vantava da quando lo aveva conosciuto perché era un pilota di linea ricco e sexy, ma crede che volesse tradirla dopo che lo ha visto entrare nel bagno dove era entrata lei. Daphné recupera un video ripreso da una telecamera dove si vedono Vera e il ragazzo litigare animatamente.
Morgane, sebbene abbia alcuni problemi di concentrazione dopo aver visto Karadec nudo, riflette e capisce che il ragazzo era daltonico: infatti i calzini erano spaiati perché uno aveva le strisce rosse e l'altro le strisce verdi, cosa piuttosto insolita per un tipo così attento ai dettagli; inoltre le porte del magazzino e del bagno della galleria d'arte avevano dei cartelli arancioni e rossi, quindi aveva sbagliato porta. Ciò detto, non poteva essere pilota di linea perché c'è un esame medico da superare, mentiva per la fidanzata: aveva una macchia di grasso alla base dei pantaloni dovuta alla catena della bicicletta, ed era pieno di spiccioli come se prendesse mance tutto il giorno. Morgane deduce che fosse un fattorino, considerando anche il tovagliolo che aveva dato alla ragazza provenga da uno dei locali dove lavorava, un fast food di aragoste, Homard God!. I proprietari del locale, Guillaume e Inès, confermano che il ragazzo si chiama Marvin Lacroix, è il nipote di Guillaume ed è venuto da Guadalupa per stare da loro dopo che la sorella di Guillaume è deceduta, così lo hanno assunto come fattorino un anno prima.
Morgane e Karadec ispezionano la stanza di Marvin e lei, tagliando un sacco da boxe sotto al quale c'è della sabbia, scopre diversi pacchetti contenenti, tra l'altro, un paio di occhiali, un orologio di lusso e delle banconote. Grazie al numero di serie dell'orologio risalgono a Muriel Koltes, la quale dichiara di aver incontrato il ragazzo come addetto al gas qualche settimana prima, e che l'orologio apparteneva a suo figlio, morto due anni prima. Morgane, non trovando chi possa ospitarla, si riduce a dormire nella propria auto, e quando telefona a Théa fa finta di stare in hotel e le dice che non può fare videochiamate perché la connessione wifi non funziona. Karadec e Ascher, che ora convivono, accettano di ospitare Morgane.
Il mattino seguente Morgane spiega a Karadec e Ascher di aver capito qual era il vero lavoro di Marvin. Gli oggetti trovati in casa sua non erano stati rubati per impressionare la ragazza, ma sono cose che gli sono state regalate: Marvin era un gigolò. Gli occhiali li aveva ricevuti da Vera, l'orologio da Muriel e le banconote da Ophélie, che ama viaggiare in Italia, dove le aveva ottenute, come indica il numero di serie in cui il primo carattere indica il Paese che l'ha emessa. Vera e Ophélie ammettono di averlo cercato per una relazione sessuale, mentre Muriel specifica che la loro era solo un'amicizia. Tutte e tre confermano che Marvin era stato aggredito da un altro escort. Inoltre Vera racconta che aveva capito di essersi innamorata di Marvin, ma lui le aveva risposto che era solo una cliente, così lei si sentì umiliata e fece una scenata. Ophélie, non vedendolo arrivare a un appuntamento, gli scrisse ma le fu chiesto il suo indirizzo di casa, cosa strana dato che conosceva perfettamente la casa, e crede che fosse l'assassino a chiederglielo per nascondere il corpo e farla accusare.
Daphné, Céline e Morgane vanno al Latina Café, un ritrovo per escort, dove Marvin era stato aggredito, e qui fermano Sacha, che Morgane ricorda di aver visto nel fast food di Guillaume e Inès. Sacha ammette che Marvin era suo amico, e che gli aveva confidato che dopo il turno al ristorante di tanto in tanto faceva l'accompagnatore; all'inizio Marvin era un po' restio, ma tre mesi prima voleva fare un po' di soldi, così gli presentò alcune ragazze. Sacha era arrabbiato con lui perché ritiene che gli abbia rubato le clienti, per questo lo aveva aggredito, ma poi Marvin gli disse che presto avrebbe smesso di fare l'escort, senza dirgli perché.
Morgane va da Ludovic e si scusa, dicendogli che a suo modo ci tiene a lui anche se forse non nel mondo in cui vorrebbe. Ludovic le risponde che è ancora presto per perdonarla, ma che ci lavorerà.
Morgane riflette sul fatto che se Marvin avesse voluto fare l'escort per sbarcare il lunario avrebbe fatto più spese e non avrebbe messo il suo bottino in un sacco da boxe, quindi voleva risparmiare per qualcosa. Karadec deduce che voleva lasciare Lilla. Infatti Daphné scopre che due settimane prima Marvin aveva prenotato un viaggio di sola andata per Guadalupa, scegliendo il posto "peggiore", quello al centro della fila, pur avendo prenotato con largo anticipo; anche il posto accanto al suo era riservato, perciò era accompagnato, inoltre il posto era vicino al bagno, quindi Marvin viaggiava con qualcuno che aveva bisogno di andare al bagno regolarmente, cioè una donna incinta. Morgane ha capito che si tratta di Inès, la quale indossa un braccialetto anti-nausea e mangia continuamente caramelline acide, come faceva Morgane all'inizio di ogni gravidanza.
Inès spiega che quando Marvin è arrivato a Lilla, Guillaume le ha proposto di ospitarlo temporaneamente. All'inizio la infastidiva, ma col tempo si innamorarono e lei rimase incinta, anche se non voleva tenerlo perché finanziariamente non sarebbe stato possibile e senza Guillaume avrebbero perso entrambi il lavoro, ma Marvin le disse che i soldi non sarebbero stati un problema; Inès non aveva detto a Guillaume che voleva lasciarlo. Guillaume aveva capito che Inès lo aveva tradito col nipote, evitava il suo sguardo e lo scansava quando l'abbracciava, ma lui si convinse che se gli mentiva è perché ci teneva ancora a lui, e che affrontandola l'avrebbe persa; aveva visto il GPS della bici di Marvin (installato perché molte bici da consegna erano stato rubate), che aveva usato per seguirlo, e aveva visto che andava a casa sua di notte quando lui non c'era.
L'app di localizzazione porta Karadec e Morgane all'attuale posizione della bici, in una casa in costruzione destinata a un certo Noah Toussaint, morto due anni prima. Il ragazzo è sorprendentemente somigliante a Marvin, e scorrendo le foto del suo profilo social i due trovano una foto dove è insieme a Muriel. Quest'ultima confessa che Noah è suo figlio e che la casa in costruzione era per lui; dopo che morì non poteva più venderla, e sperò invano che i soccorritori si fossero sbagliati e che Noah fosse ancora vivo. Quando Muriel incontrò Marvin pensò che fosse Noah, così gli corse dietro e lui, pensando che gli piacesse, le propose di rivedersi dietro compenso in denaro: Muriel accettò, fingendo che fosse suo figlio. Quando Marvin le scrisse che avrebbe lasciato la città senza darle alcune spiegazione, Muriel insistette per vederlo un'ultima volta per offrirgli la casa di Noah, sperando che decidesse di rimanere; Marvin però rifiutò e lei, non volendo che la lasciasse, prese una pala e lo colpì mortalmente alla nuca.
Alla fine Daphné, Céline e Gilles perdonano Morgane. Mentre sono a cena, Ascher prova a cambiare argomento di conversazione mentre Karadec continua a criticare gli errori infantili di Morgane, come lasciare ditate dappertutto e far seccare il ketchup. Prima di andare a letto, Ascher decide di fare una ricerca sulla sparizione del primo compagno di Morgane, Romain Destat. Intanto Morgane, non avendo trovato ancora una sistemazione dopo aver lasciato l'alloggio di Karadec, si intrufola nella prigione della centrale e, nel vano tentativo di addormentarsi, finalmente si rende conto di essersi innamorata di Karadec.
- Altri interpreti: Lysiane Meis (Muriel Koltes), Brigitte Aubry (Ophélie Belli), Samuel Koussedoh (Marvin Lacroix), Lou Chauvain (Vera Borgman), Alexis Corso (Sacha), Juliette Petiot (Inès), Nicolas de Broglie (Guillaume), Anaïs Gheeraert (direttrice della galleria).
- Ascolti Belgio: telespettatori 511 175 – share 37,2%[4].
- Ascolti Italia: telespettatori 2 526 000 – share 16,5%[7].

## 55 chili
- Titolo originale: 55 kilos
- Diretto da: Djibril Glissant
- Scritto da: Emilie Clamart-Marsollat, Nicolas Jean, Marion Carnel, Julien Anscutter e Alice Chegaray-Breugnot

### Trama
Morgane aiuta il vicino di casa Henri a svuotare l'appartamento della defunta madre, e venendo a sapere che lui non sa cosa farne né a chi affittarla data la reputazione di quartiere malfamato, lei chiede e ottiene di diventarne l'inquilina.
La polizia dissotterra il cadavere della cinquantanovenne Hélène Lecoq, ricca signora proprietaria di un'azienda di surgelati e malata terminale di cancro, per sottoporlo ad autopsia dato che la Procura sospetta sia stato un omicidio dato che sul collo presentava segni di strangolamento: questa volta però non è un corpo che viene trovato dagli investigatori della brigata, ma una statua di gesso che Morgane capisce essere stata prelevata dalla chiesa dove si è svolto il rito funebre.
Hélène abitava in una lussuosa villa con la sua famiglia. Morgane si ritrova nel mezzo di una sorta di Cluedo a grandezza naturale composto da: Pierre, il marito di Hélène; Anne-Marie, la sorella della vittima, suo marito Olivier e Alban e Antoine, i loro figli gemelli; Maddy, la madre della vittima, e il suo giovane istruttore di golf Rodrigue.
Morgane e Karadec vengono a sapere che i familiari della defunta non la sopportavano. Maddy era in contrasto con la figlia perché lei voleva interdirla dato che intendeva usare i risparmi per comprare un appartamento a Monaco per Rodrigue; una volta quest'ultimo aveva sentito Hélène discutere nervosamente con Anne-Marie, la quale afferma che avevano litigato perché voleva lasciare il controllo dell'azienda a Pierre, che lei giudica buono a nulla; Pierre rivela che Hélène non si fidava del cognato perché aveva già rubato dalla cassa, ma d'altra parte Olivier sostiene che per due volte ha pagato usando per sbaglio la carta dell'azienda, e che Anne-Marie ha sempre rimborsato subito tutto.
Inoltre, Olivier spiega che poche ore prima morire Hélène aveva incontrato padre Clément, il quale se n'era andato bianco come un lenzuolo; il sacerdote sostiene che la donna si è voluta semplicemente confessare, ma Alban e Antoine dicono di aver sentito la zia dire all'uomo che temeva di essere uccisa da Cyrielle. Quest'ultima è la figlia 25enne di Héléne e Pierre, che ha avuto problemi di droga ed è stata in riabilitazione per sei mesi; la ragazza è estranea ai fatti e ha sentito un messaggio vocale della madre solo dopo la sua morte, in cui la donna affermava di volerle dire urgentemente qualcosa. Morgane fa notare a Karadec che Cyrielle ha i lobi delle orecchie staccati a differenza dei genitori, deducendo che non è figlia di Pierre; interrogato, l'uomo confessa di averne sempre avuto il sospetto, ma di averlo accettato in quanto lui e la moglie volevano diventare genitori, ma lui aveva scoperto di essere sterile e non se la sentiva di dirlo a Hélène.
Morgane si fa aiutare da Gilles e Céline a ristrutturare l'appartamento, poi, rimasta sola con Karadec che aggiusta l'impianto elettrico, si diverte e balla con lui. Rimasta sola e leggendo i vari biglietti di auguri che gli altri hanno lasciato per l'imminente festa di compleanno dell'ispettore, capisce che Hélène disse a Clément che era è il padre di Cyrielle, infatti l'uomo ha i lobi delle orecchie staccati. Parallelamente, Ascher inizia a indagare su Romain.
Il giorno dopo Morgane si reca al confessionale della chiesa del sacerdote, ma non riesce a farlo parlare per il segreto confessionale; tuttavia, Morgane ruba un calice col DNA dell'uomo. Karadec la ammonisce in quanto la polizia non fa test del DNA illegali e ha rubato in chiesa; padre Clément è comunque innocente, perché la notte dell'omicidio si trovava da uno dei suoi parrocchiani, con quattro testimoni a confermarlo. Céline scopre che nell'elenco dei telefoni che erano nelle vicinanze della casa di Hélène la notte in cui è morta c'è anche quello di Cyrielle, che quindi non si trovava al centro di riabilitazione come sostenuto: la ragazza ammette che aveva ascoltato il suo messaggio e aveva lasciato la clinica per parlarle, ma durante il tragitto si è innervosita e si è fermata per comprare della droga, e non ricorda nulla di ciò che ha fatto dopo.
Il resto della squadra cerca di capire dove sia finito il corpo di Hélène usando i filmati di una telecamera vicina all'ingresso della chiesa. Morgane nota che la bara del funerale avvenuto prima di quello della donna è più pesante di quando era entrata (infatti Hélène pesava 55 chili), così lei e Karadec tornano al cimitero per chiedere la riesumazione della bara, capendo che in realtà dentro ci sono due corpi. La sera stessa Morgane, che ha portato i figli a casa per mostragliela, viene chiamata da Karadec il quale le dice che hanno trovato il corpo di Hélène, dall'autopsia è effettivamente morta strangolata, ma è risultato che, come il marito, anche lei era sterile: quindi Cyrielle non è sua figlia biologica.
Morgane capisce tutto e il giorno dopo fa riunire la famiglia. Cyrielle è l'unica tra loro a non aver partecipato al funerale, ma nessuno degli altri è rimasto solo col corpo di Hélène nella chiesa; tuttavia, la bara è rimasta incustodita per quattro minuti in presenza di Pierre e padre Clément, che rivela essere il padre biologico di Cyrielle. Quando Pierre vide Cyrielle strafatta di droga e crollata sopra il corpo della madre, pensò che l'avesse uccisa e preferì far passare il fatto come morte naturale, ma Hélène era già morta quando era entrata nella stanza, e siccome la ragazza non era lucida non lo aveva capito. Né Pierre né Hélène sono i veri genitori di Cyrielle, e infatti c'è qualcun altro che aveva tutto l'interesse a mantenere nascoste le sue origini. Cyrielle è stata concepita nell'agosto del 1995, e a quel tempo padre Clément era in missione umanitaria in Mali, e con lui c'erano Hélène e Anne-Marie, che all'epoca aveva solo 19 anni. Anne-Marie ammette che lei non voleva tenere la bambina, ma Hélène insisteva per averla e le giurò che non avrebbe detto nulla e sarebbe rimasto un segreto, per questo accettò, ma prima di morire volle raccontare tutto; Anne-Marie non voleva rischiare di vedersi rovinare la vita costruita fino ad allora, così uccise la sorella, dicendo che tanto era condannata comunque.
La squadra festeggia il compleanno di Karadec in un locale ballando e cantando al karaoke, ma Morgane non riesce a godersi la festa a causa dei sentimenti che prova per Karadec, impegnato con Ascher. Mentre Karadec e Ascher stanno per andarsene in macchina, lei gli dice di aver indagato su Romain e di aver scoperto che il medico legale che ha effettuato l'autopsia su di lui è stato indagato anni prima e che la sua morte non è stata accidentale; pochi istanti dopo, qualcuno in sella a un motorino spara ad Ascher.
- Altri interpreti: Niels Dubost (Padre Clément), Francis Leplay (Pierre Lecoq), Agnès Tassel (Hélène Lecoq), Nicolas Moreau (Olivier Marchand), Charley Fouquet (Anne-Marie Marchand), Romain Rondeau (Rodrigue), Marie-France Mignal (Maddy), Thibault Brandin (Alban Marchand), Antoine Brandin (Antoine Marchand), Solange Fréjean (Cyrielle Lecoq).
- Ascolti Belgio: telespettatori 621 680 – share 37,9%[4].
- Ascolti Italia: telespettatori 3 126 000 – share 14,4%[8].

## Insperata fortuna
- Titolo originale: Serendipity
- Diretto da: Djibril Glissant
- Scritto da: Julien Anscutter, Stéphane Carrié e Alice Chegaray-Breugnot

### Trama
Mentre la squadra indaga sulla sparatoria che ha mandato Ascher in terapia intensiva, Morgane viene a sapere da Karadec che il medico che ha eseguito l'autopsia su Romain è stato da poco indagato per corruzione. Romain era stato arrestato il 5 novembre 2005 nel corso di una protesta ad Amiens, e il giorno dopo il suo rilascio ne è stato trovato il corpo; secondo i registri dell'obitorio, Ascher è andata a parlare col medico in questione prima di essere ferita, perciò lui sapeva di essere sospettato. Il Procuratore sa della vicinanza della squadra ad Ascher, perciò vengono sollevati dall'indagine; tuttavia, Morgane e Karadec entrano di soppiatto nell'obitorio e scoprono che il dottor Faccain è stato ucciso con un'arma da taglio, informando anonimamente la Procura. Un testimone afferma di aver visto una persona uscire di corsa in moto poco dopo l'ora dell'omicidio. Dato però che il forense aveva falsificato decine di autopsie negli ultimi anni, e ritenendo che l'omicidio di Faccain e quello tentato di Ascher siano legati a una di esse, la Procura è propensa verso un altro caso e non indagherà su Romain.
Céline consente a Morgane e Karadec di parlare con il capitano della polizia Devos, colui che arrestò Romain. Devos, all'epoca ancora brigadiere, spiega che mentì sulle ragioni dell'arresto per proteggere una fonte: quella mattina una donna era venuta in centrale rivelando che Romain era coinvolto in questioni criminali, perciò lui lo arrestò con un falso pretesto per controllare. La testimone era Agnes, la madre di Morgane, la quale ribadisce alla figlia di aver saputo da un uomo passato per casa che Romain lavorava per lui, e che, se la truffa orchestrata non avesse funzionato, avrebbe fatto loro del male, così parlò con la polizia per evitare che le cose peggiorassero.
Dalla descrizione dell'uomo che aveva parlato con Agnes, la squadra scopre che si tratta di Arnaud Tenon detto il Belga, un ex boss della criminalità organizzata e rilasciato con la condizionale otto mesi prima. Morgane si reca direttamente a casa di Tenon: lui le dice che aveva prestato a Romain 50mila euro senza sapere a cosa gli servissero. Céline rimprovera Morgane per quest'imprudenza e poi le mostra una scatola con ciò che Romain aveva indosso quando è stato ritrovato: tra gli oggetti c'è una giacca da cui spunta una fiche del casinò di Dunkerque, a venti minuti da dove è stato trovato Romain. Al casinò Morgane riesce a vedere i filmati di quel giorno e scopre che Romain ha vinto molti soldi a poker senza imbrogliare ma guardando spesso da una parte. Da un altro video notano al bar un uomo di spalle far tintinnare l'anello sul bicchiere durante ogni mano. La donna intuisce il nome del truffatore.
Morgane raggiunge suo padre Serge, anch'egli dal prodigioso quoziente intellettivo (161 punti), attualmente bandito da tutti i casinò e le banche della Francia, e con un lunga serie di condanne per reati contro il patrimonio. In commissariato, Serge spiega alla figlia e a Karadec che è stato Romain a cercarlo perché gli servivano dei soldi per dare l'anticipo per un appartamento per lui e Morgane; all'epoca Serge, che era al verde, era in cattivi rapporti con il Belga, quindi gli presentò Romain perché non lo conosceva e gli avrebbe prestato i soldi più facilmente; i due fecero fruttare a meraviglia i 50 000 euro al casinò, in modo che il giorno successivo il Belga avrebbe ricevuto il doppio di quanto aveva dato in prestito e loro si sarebbero divisi il resto, arrivando ad accumulare 1 milione di euro. Usciti dal casinò, Romain fu costretto a salire in macchina, dalla cui targa risalgono al capitano Devos. Il giorno dopo Devos non si presenta al lavoro, la polizia ne controlla la casa e trova il motorino, ma Morgane, mettendo insieme alcuni elementi, intuisce che il poliziotto non è fuggito ma è stato rapito dal Belga e rinchiuso nella cantina di casa sua (infatti durante la sua visita, la moglie del boss scese in cantina a prendere una bottiglia di vino, ma ce n'era una identica sul tavolo e una volta tornata era senza uno straccio, usato per imbavagliare il poliziotto): tutto questo perché l'indagine di Ascher ha condotto a lui, ha capito che Devos lo ha truffato di 1 milione di euro anni prima e li rivuole indietro. La polizia irrompe nella casa del Belga e libera Devos.
Karadec propone a Morgane un'ultima pista per trovare Romain: controllando i conti di Devos, Daphné ha scoperto che sono 15 anni che manda annualmente bonifici su un conto in Inghilterra, che Morgane crede siano per la studentessa che aveva trovato il corpo di Romain e forse assistito al suo probabile omicidio, e che si era trasferita lì poco dopo. Allora Karadec accompagna Morgane a Brighton e lì i due scoprono che Romain è vivo e vegeto, si è sposato e ha avuto un figlio. Il conto, aperto sotto falso nome, sul quale Devos trasferiva il denaro era proprio di Romain, il quale ha formalmente riconosciuto che Devos lo ha derubato. 
Romain spiega a Morgane che, dopo essere uscito dal casinò, Devos gli è venuto addosso, lo ha portato vicino al canale, lo ha picchiato e si è portato via i soldi. È stato Serge a trovarlo ma, se non avesse restituito i soldi, il Belga lo avrebbe ucciso. Romain dice di non avergliene mai parlato per paura; anche Serge era spaventato; dato che il Belga non si sarebbe vendicato con un morto, i due hanno corrotto il medico Faccain per far scomparire Romain. Sostiene che avrebbe voluto contattarla, ma Serge gli disse che il Belga avrebbe tenuto d'occhio Morgane, perciò non doveva farlo. Nel frattempo però sono passati 15 anni, tornare in Francia era troppo rischioso, e con Christine, la sua nuova compagna, «era più semplice». Romain chiede come sta Thea, Morgane gli risponde che sta bene e che per lei non è importante che ci sia un padre, e che lei stessa è entrata in polizia solo per trovare lui, e che tutto ciò la fa sentire una stupida. Morgane decide di tornare subito a casa.
Durante il tragitto lei chiede a Karadec se lui ritiene il suo carattere insopportabile, dicendo che per 15 anni ha pensato che il motivo per cui Roman fosse sparito era perché era stato rapito o ucciso, ma in definitiva si è solo salvato la pelle e si è rifatto una vita perché non riteneva così importante la sua storia con Morgane. Afferma di essersi illusa, e che per di più non riesce a biasimare Romain, definendosi ingestibile e pesante, chiedendosi chi mai potrebbe amarla. D'impeto Karadec bacia sulle labbra Morgane e poi i due rimangono a fissarsi increduli.
- Altri interpreti: François Godart (capitano Devos), Olivier Bonjour (il Belga), Laure Josnin (Marina), Zoé Pinelli (figlia del Belga), Samira Mameche (medico di emergenza), Jean-Baptiste Giezek (paramedico), Hassiba Halabi (Naïma Bahri), Haini Wang (Kristin), Laurent Mouton (cliente del PMU), Dominique Thomas (patron del PMU), Patrick Chesnais (Serge Alvaro, padre di Morgane).
- Ascolti Belgio: telespettatori 621 680 – share 37,9%[4].
- Ascolti Italia: telespettatori 2 666 000 – share 16,2%[8].